# 太昌
太昌（532年四月—十二月）是北魏孝武帝元修的第一個年號，期間由大丞相高歡總理朝政。歷時8個月。

## 逝世
- 爾朱天光

## 紀年
| 太昌 | 元年  |
| ---- | ----- |
| 公元 | 532年 |
| 干支 | 壬子  |

## 參看
- 中國年號列表
- 同期存在的其他政權年號
  - 神嘉（525年十二月—535年三月）：北魏時期領導劉蠡升的年號
  - 更興或更新（530年六月—532年十二月）：北魏政權汝南王元悅的年號
  - 中大通（529年十月—534年十二月）：南朝梁政權武帝蕭衍的年號
  - 章和（531年—548年）：麴氏高昌政權麴堅的年號